# OR7G1
OR7G1 (англ. Olfactory receptor family 7 subfamily G member 1) – білок, який кодується однойменним геном, розташованим у людей на короткому плечі 19-ї хромосоми. Довжина поліпептидного ланцюга білка становить 311 амінокислот, а молекулярна маса — 34 803.
| 10         |  | 20         |  | 30         |  | 40         |  | 50         |
| ---------- |  | ---------- |  | ---------- |  | ---------- |  | ---------- |
| MGPRNQTAVS |  | EFLLMKVTED |  | PELKLIPFSL |  | FLSMYLVTIL |  | GNLLILLAVI |
| SDSHLHTPMY |  | FLLFNLSFTD |  | ICLTTTTVPK |  | ILVNIQAQNQ |  | SITYTGCLTQ |
| ICLVLVFAGL |  | ESCFLAVMAY |  | DRYVAICHPL |  | RYTVLMNVHF |  | WGLLILLSMF |
| MSTMDALVQS |  | LMVLQLSFCK |  | NVEIPLFFCE |  | VVQVIKLACS |  | DTLINNILIY |
| FASSVFGAIP |  | LSGIIFSYSQ |  | IVTSVLRMPS |  | ARGKYKAFST |  | CGCHLSVFSL |
| FYGTAFGVYI |  | SSAVAESSRI |  | TAVASVMYTV |  | VPQMMNPFIY |  | SLRNKEMKKA |
| LRKLIGRLFP |  | F          |  |            |  |            |  |            |

A: Аланін

C: Цистеїн

D: Аспарагінова кислота

E: Глутамінова кислота

F: Фенілаланін

G: Гліцин

H: Гістидин

I: Ізолейцин

K: Лізин

L: Лейцин

M: Метіонін

N: Аспарагін

P: Пролін

Q: Глутамін

R: Аргінін

S: Серин

T: Треонін

V: Валін

W: Триптофан

Кодований геном білок за функціями належить до рецепторів, g-білокспряжених рецепторів, білків внутрішньоклітинного сигналінгу. 
Локалізований у клітинній мембрані, мембрані.